# La Escrita
La Escrita (oficialmente y en asturiano: A Escrita) es una aldea perteneciente a la parroquia de Doiras, en el concejo de Boal, comarca de Eo-Navia, Principado de Asturias, España.